# Жан-Мари, Иван
Иван Жан-Мари (фр. Ivan Jean-Marie; род. 28 сентября 1972) — сент-люсийский легкоатлет, выступавший в беге на короткие и средние дистанции. Участник летних Олимпийских игр 1996 года.

## Биография
Иван Жан-Мари родился 28 сентября 1972 года.
В 1991 году стал рекордсменом Сент-Люсии в беге на 200 и 400 метров.
20 мая 1995 года установил рекорд страны в беге на 400 метров — 45,49 секунды.
В 1996 году вошёл в состав сборной Сент-Люсии на летних Олимпийских играх в Атланте. В беге на 400 метров в 1/8 финала занял предпоследнее, 7-е место, показав результат 47,13 секунды и уступив 1,06 секунды попавшему в четвертьфинал с 5-го места Петру Рысюкевичу из Польши. В эстафете 4х400 метров сборная Сент-Люсии, за которую также выступали Доминик Джонсон, Максим Шарлемань и Макс Силз, заняла 5-е место, показав результат 3 минуты 10,51 секунды и уступив 6,78 секунды попавшей в полуфинал с 4-го места команде Австралии.

## Личный рекорд
- Бег на 400 метров — 45,49 (20 мая 1995, Тусон)[6][3]